# Elecciones generales de Dominica de 1951
Elecciones generales tuvieron lugar en Dominica el 31 de octubre de 1951. Ningún partido político disputó las elecciones y todos los  candidatos corrieron como independentes. La participación fue de 75.9%.

## Resultados
| Partido             | Votos  | %   | Escaños |
| ------------------- | ------ | --- | ------- |
| Independientes      | 16,371 | 100 | 8       |
| Votos blancos/nulos | 1,309  | -   | -       |
| Total               | 17,680 | 100 | 8       |
| Fuente: Nohlen      |        |     |         |